# Bahnstrecke Berlin-Lichterfelde Süd–Teltow Stadt
| Streckennummer: | 6039                 |                                          |                                          |
| Kursbuchstrecke (DB): | 200.25               |                                          |                                          |
| Streckenlänge: | 2,8 km               |                                          |                                          |
| Spurweite: | 1435 mm (Normalspur) |                                          |                                          |
| Stromsystem: | 750 V =              |                                          |                                          |
| |                      |                                          |                                          |
| \| \| \| Anhalter Vorortbahn von Berlin \| \| \| \| 0,0 \| Lichterfelde Süd \| Lichterfelde Süd \| \| \| \| nach Ludwigsfelde und Halle \| \| \| \| \| Landesgrenze Berlin / Brandenburg \| \| \| \| \| Seehof (geplant) \| \| \| \| 2,8 \| Teltow Stadt \| Teltow Stadt \| \| \| \| Teltow Iserstr. (geplant) \| \| \| \| \| Stahnsdorf Sputendorfer Str. (geplant) \| \| \| \| \| ehem. geplante Strecke \| \| \| \| \| Stahnsdorf \| \| \| \| \| Friedhofsbahn nach Wannsee (stillgelegt) \| \| |                      |                                          |                                          |
| Strecke · Strecke |                      | Anhalter Vorortbahn von Berlin           | Anhalter Vorortbahn von Berlin           |
| S-Bahnhof · Strecke | 0,0                  | Lichterfelde Süd                         | Lichterfelde Süd                         |
| Abzweig geradeaus und ehemals nach links · Strecke nach links |                      | nach Ludwigsfelde und Halle              | nach Ludwigsfelde und Halle              |
| Grenze |                      | Landesgrenze Berlin / Brandenburg        | Landesgrenze Berlin / Brandenburg        |
| ehemaliger S-Bahn-Halt |                      | Seehof (geplant)                         | Seehof (geplant)                         |
| S-Kopfbahnhof Strecke ab hier außer Betrieb | 2,8                  | Teltow Stadt                             | Teltow Stadt                             |
| S-Bahn-Halt (Strecke außer Betrieb) |                      | Teltow Iserstr. (geplant)                | Teltow Iserstr. (geplant)                |
| S-Bahnhof (Strecke außer Betrieb) |                      | Stahnsdorf Sputendorfer Str. (geplant)   | Stahnsdorf Sputendorfer Str. (geplant)   |
| Strecke (außer Betrieb) |                      | ehem. geplante Strecke                   | ehem. geplante Strecke                   |
| S-Bahnhof (Strecke außer Betrieb) |                      | Stahnsdorf                               | Stahnsdorf                               |
| Strecke (außer Betrieb) |                      | Friedhofsbahn nach Wannsee (stillgelegt) | Friedhofsbahn nach Wannsee (stillgelegt) |

Die Bahnstrecke Berlin-Lichterfelde Süd–Teltow Stadt ist eine eingleisige, mit Gleichstrom betriebene Hauptbahnstrecke in Berlin und Brandenburg. Sie wird von den Zügen der S-Bahn Berlin genutzt. Die Strecke beginnt im Bahnhof Berlin-Lichterfelde Süd und zweigt an der Stadtgrenze von Berlin von der Anhalter Bahn ab und endet im Bahnhof Teltow Stadt. Die Strecke ging 2005 in Betrieb. Bereits in der Zeit zwischen den beiden Weltkriegen gab es Planungen für diese Strecke und eine Verlängerung nach Stahnsdorf.

## Geschichte
Erste Planungen für eine Verbindung der Vorortstrecke der Anhalter Bahn bei Lichterfelde mit der Stadt Teltow und der Friedhofsbahn in Stahnsdorf gab es bereits in den 1920er Jahren. In den 1930er Jahren planten die Nationalsozialisten einen umfangreichen Umbau der Berliner Bahnanlagen, vor allem im Süden der Stadt. Dabei war diese S-Bahn-Strecke erneut in Planung. Zwischen der Teltower Innenstadt und Stahnsdorf war eine parallellaufende Güterstrecke vorgesehen, die eine Verbindung vom Rangierbahnhof Großbeeren über Stahnsdorf weiter nach Potsdam herstellen sollte. Beide Projekte wurden nicht verwirklicht, es wurden jedoch an mehreren Stellen Erdarbeiten durchgeführt. Beim Umbau des Bahnhofs Lichterfelde Süd bis 1943, der zwei Bahnsteige erhielt, wurde die geplante Strecke ebenfalls berücksichtigt.
Nach Ende des Zweiten Weltkrieges und der nachfolgenden deutschen Teilung wurden die Planungen nicht weiterverfolgt, die Trasse jedoch (zumindest in Teilen) baulich freigehalten.
Nach der Wiedereröffnung der S-Bahn nach Lichterfelde Süd 1998 wuchs das Interesse an einer Verlängerung der Strecke nach Teltow. Der erste Spatenstich zur Streckenverlängerung erfolgte am 22. Oktober 2003, am 24. Februar 2005 ging die Strecke in Betrieb. Im Unterschied zu ursprünglichen Planungen wurde die Strecke nur eingleisig gebaut und auf den Bau eines Haltepunkts in Teltow-Seehof verzichtet. Insbesondere bei den zwei vorhandenen Brücken wurde kein Platz für das zweite Gleis gelassen.
Im Februar 2014 ging auf der Strecke das neue Zugbeeinflussungssystem S-Bahn Berlin (ZBS) in Betrieb. Dieses löst die bisherigen mechanischen Fahrsperren ab.
Im Rahmen des Projektes i2030 ist eine Verlängerung der Strecke auf der bisher freigehaltenen Trasse vom derzeitigen Endbahnhof Teltow Stadt über den neuen Haltepunkt Teltow Iserstr. bis zum neuen Endbahnhof Stahnsdorf Sputendorfer Str. vorgesehen. Wie der Verkehrsverbund Berlin-Brandenburg im Januar 2022 mitteilte, finanziert das Land Brandenburg mit sechs Millionen Euro die Vorplanung der Streckenverlängerung. Eine Inbetriebnahme streben die Verantwortlichen im Jahr 2032 an. Außerdem stellt Berlin vier Millionen Euro zur Verfügung, um den zweigleisigen Ausbau der S-Bahn-Strecke zwischen Südende und Lichterfelde Ost vorzuplanen. Das soll einen Zehn-Minuten-Takt zwischen Stahnsdorf und dem Berliner Zentrum ermöglichen.
Ein Ringschluss mit der Bahnstrecke Berlin-Wannsee–Stahnsdorf ist langfristig geplant.

## Verkehr

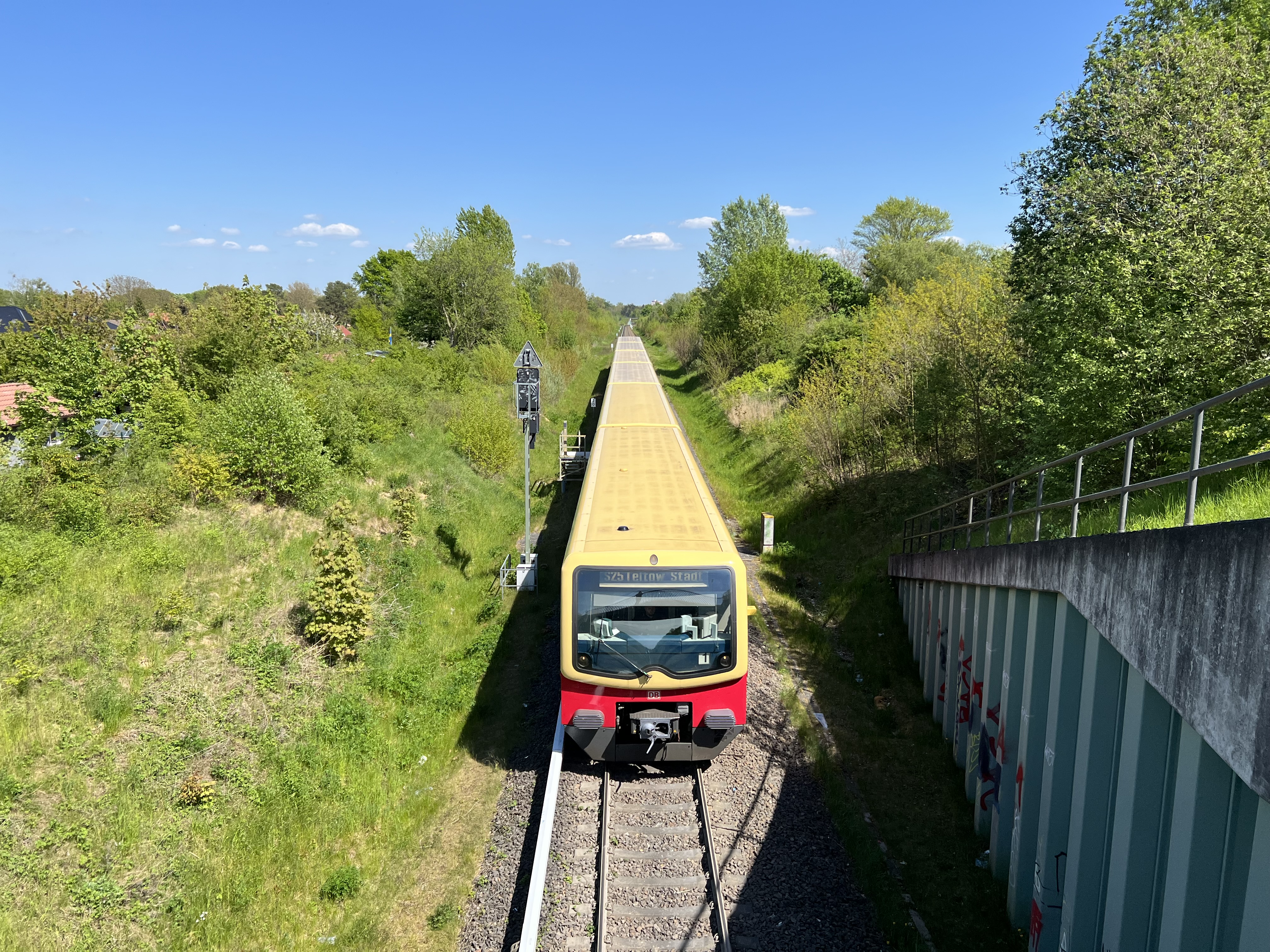
S-Bahn-Zug auf der Strecke

Nach Eröffnung der Strecke 2005 verkehrte die Linie S25 im 20-Minuten-Takt. Im Juli 2011 wurde tagsüber der 10-Minuten-Takt aufgenommen. Hierdurch, und durch eine Abstimmung des regionalen Busnetzes auf den S-Bahn-Takt, konnte die Anzahl der werktäglichen Fahrgäste von 3200 im Jahr 2008 auf 7000 im Jahr 2012 gesteigert werden. Nach einer Anpassung des Liniennetzes im Norden von Berlin verkehren auf der Strecke seit dem Fahrplanwechsel am 10. Dezember 2017 jeweils im 20-Minuten-Takt die S-Bahn-Linien S25 und S26.
| Linie | Verlauf |
| ----- | --- |
|       | Hennigsdorf – Heiligensee – Schulzendorf – Tegel – Eichborndamm – Karl-Bonhoeffer-Nervenklinik – Alt-Reinickendorf – Schönholz – Wollankstraße – Bornholmer Straße – Gesundbrunnen – Humboldthain – Nordbahnhof – Oranienburger Straße – Friedrichstraße – Brandenburger Tor – Potsdamer Platz – Anhalter Bahnhof – Yorckstraße – Südkreuz – Priesterweg – Südende – Lankwitz – Lichterfelde Ost – Osdorfer Straße – Lichterfelde Süd – Teltow Stadt |
|       | Blankenburg – Pankow-Heinersdorf – Pankow – Bornholmer Straße – Gesundbrunnen – Humboldthain – Nordbahnhof – Oranienburger Straße – Friedrichstraße – Brandenburger Tor – Potsdamer Platz – Anhalter Bahnhof – Yorckstraße – Südkreuz – Priesterweg – Südende – Lankwitz – Lichterfelde Ost – Osdorfer Straße – Lichterfelde Süd – Teltow Stadt |